# Braux-le-Châtel
Braux-le-Châtel è un comune francese di 145 abitanti situato nel dipartimento dell'Alta Marna nella regione del Grand Est.

## Società

### Evoluzione demografica
Abitanti censiti